# Buick Encore GX
Buick Encore GX — субкомпактный кроссовер, выпускающийся с 2019 года подразделением Buick компании General Motors. Сборка организована в Корее наряду с Encore и Chevrolet Trailblazer. В Китае автомобиль выпускается компанией SAIC.

## Описание
Впервые Buick Encore GX был представлен в 2019 году на Шанхайском автосалоне. Он разделяет платформу VSS-F c Chevrolet Trailblazer. В иерархии расположен между Encore и Envision.

После прекращения выпуска меньшего по размеру Encore, Encore GX был предложением начального уровня от Buick до появления более крупного, но менее дорогого Envista.

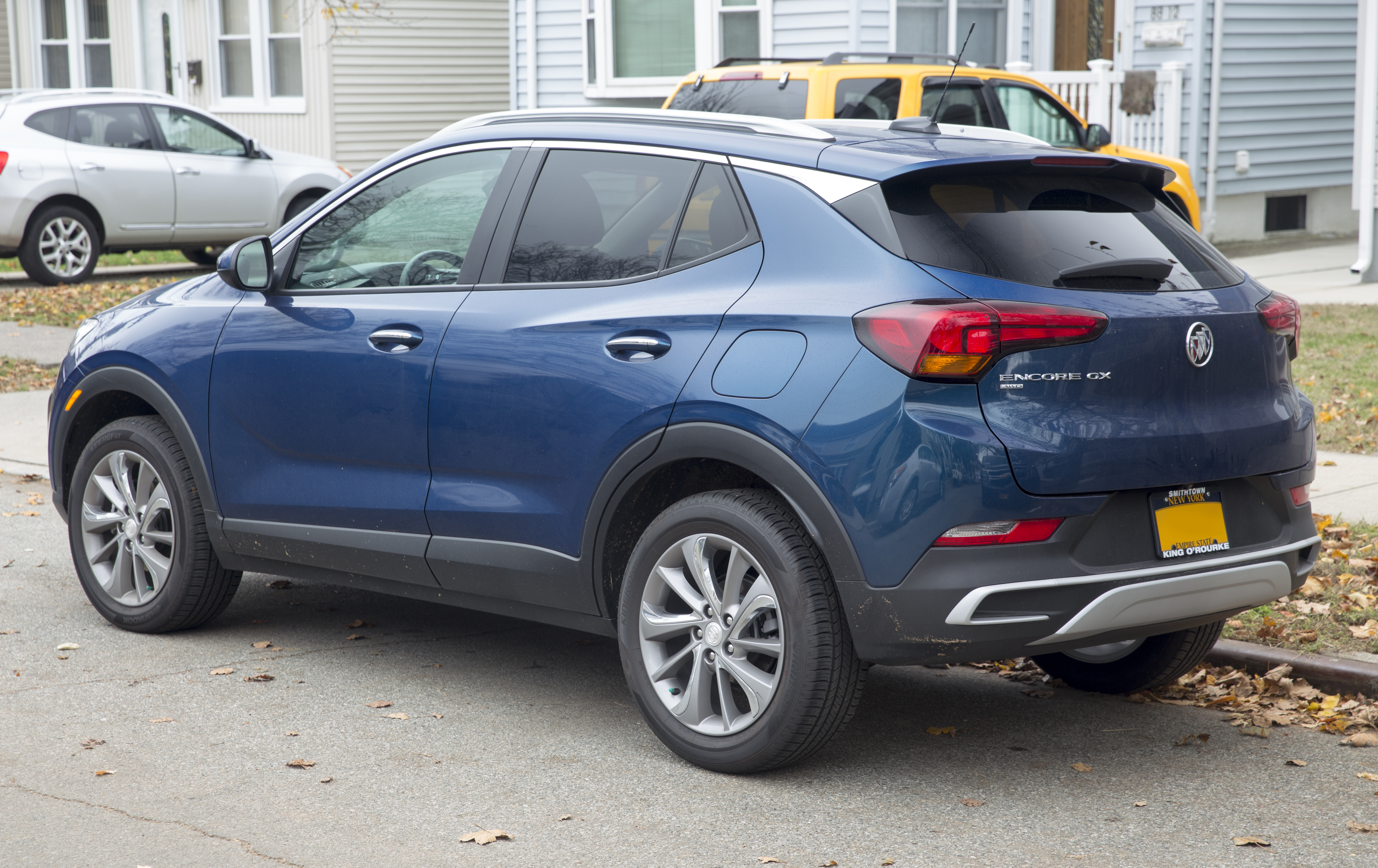
Вид сзади
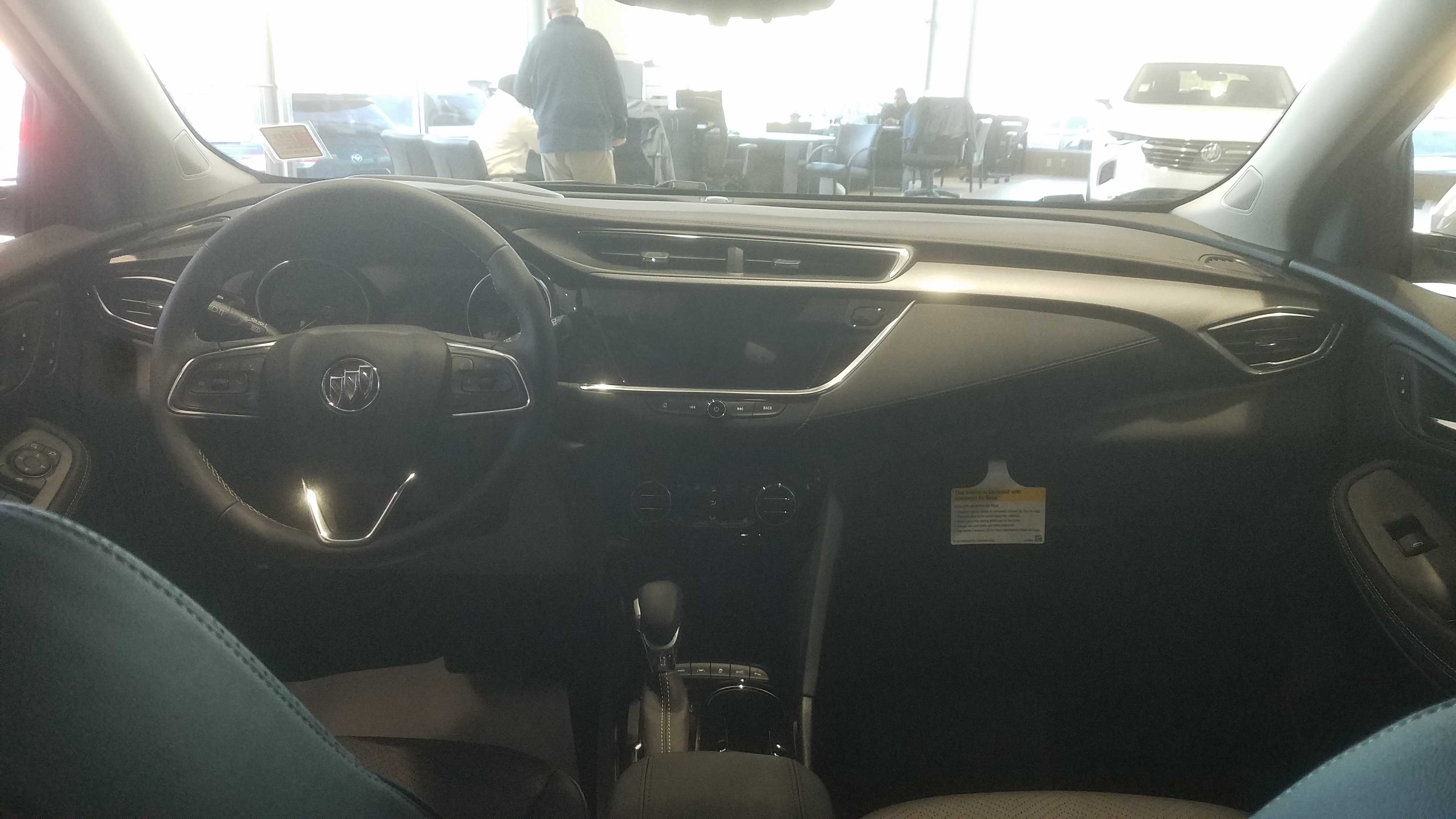
Интерьер
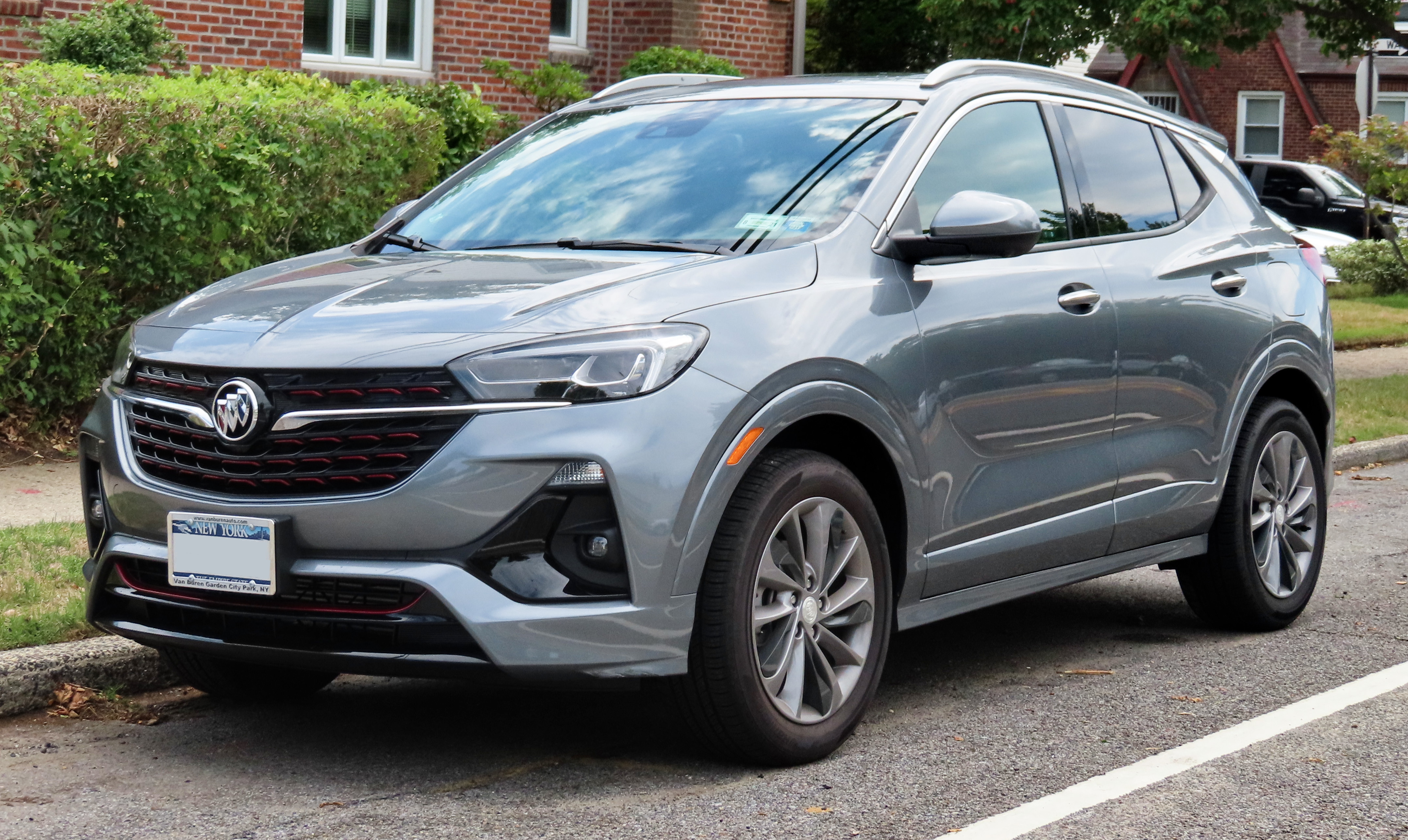
Buick Encore GX с пакетом опций Sport Touring
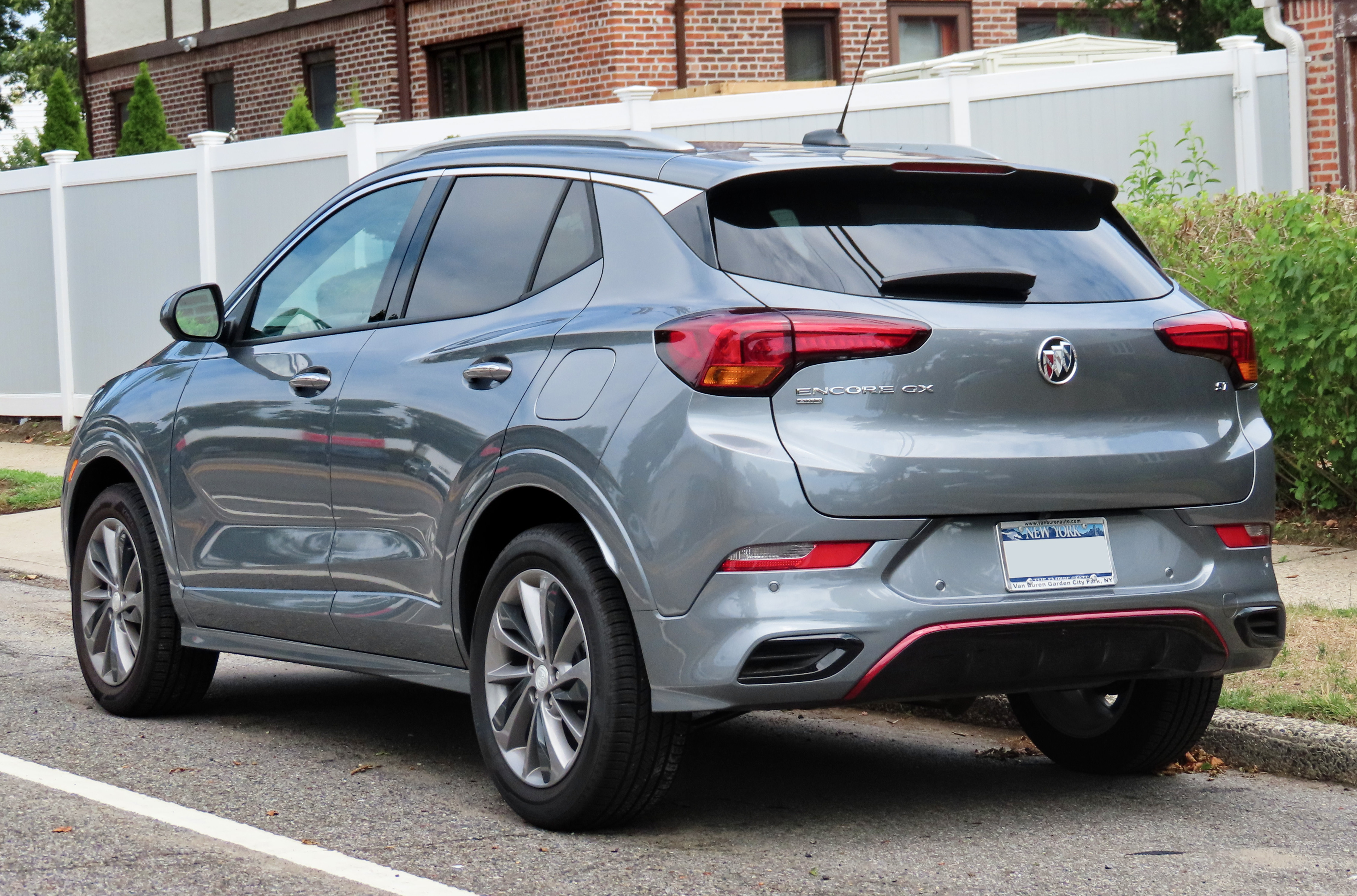
Вид сзади

## Северная Америка
В Северной Америке Encore GX был представлен в ноябре 2019 года на автосалоне в Лос-Анджелесе. Дебют состоялся в начале 2020 года. В иерархии автомобиль расположен между меньшим Buick Encore и средним Buick Envision, но не заменяет Buick Encore на североамериканском рынке. Encore GX включает в себя несколько стандартных функций обеспечения безопасности, таких как автоматическое экстренное торможение, предупреждение о прямом столкновении и предупреждение о выезде с полосы движения.
Encore GX выпускается в трёх комплектациях: Preferred, Select и Essence. Также имеется пакет опций Sport Touring, который добавляет визуальные улучшения, такие как специальная решётка радиатора с красными вставками, «спортивные» передний и задний бамперы с красными вставками, молдинги в цвет кузова и эксклюзивные 18-дюймовые колёсные диски, но без механических улучшений.

## Мексика
В Мексике Encore GX продаётся с февраля 2020 года под названием Encore. Автомобиль продаётся в комплектациях Convenience, Leather и Sport Touring. В моторную гамму входит 1,3-литровый рядный трёхцилиндровый двигатель с турбонаддувом. В отличие от США и Канады, Encore GX заменил Encore.

## Рестайлинг
Buick Encore GX прошёл рестайлинг в 2023 году. Автомобиль стал выпускаться в комплектациях Preferred, ST и Avenir.

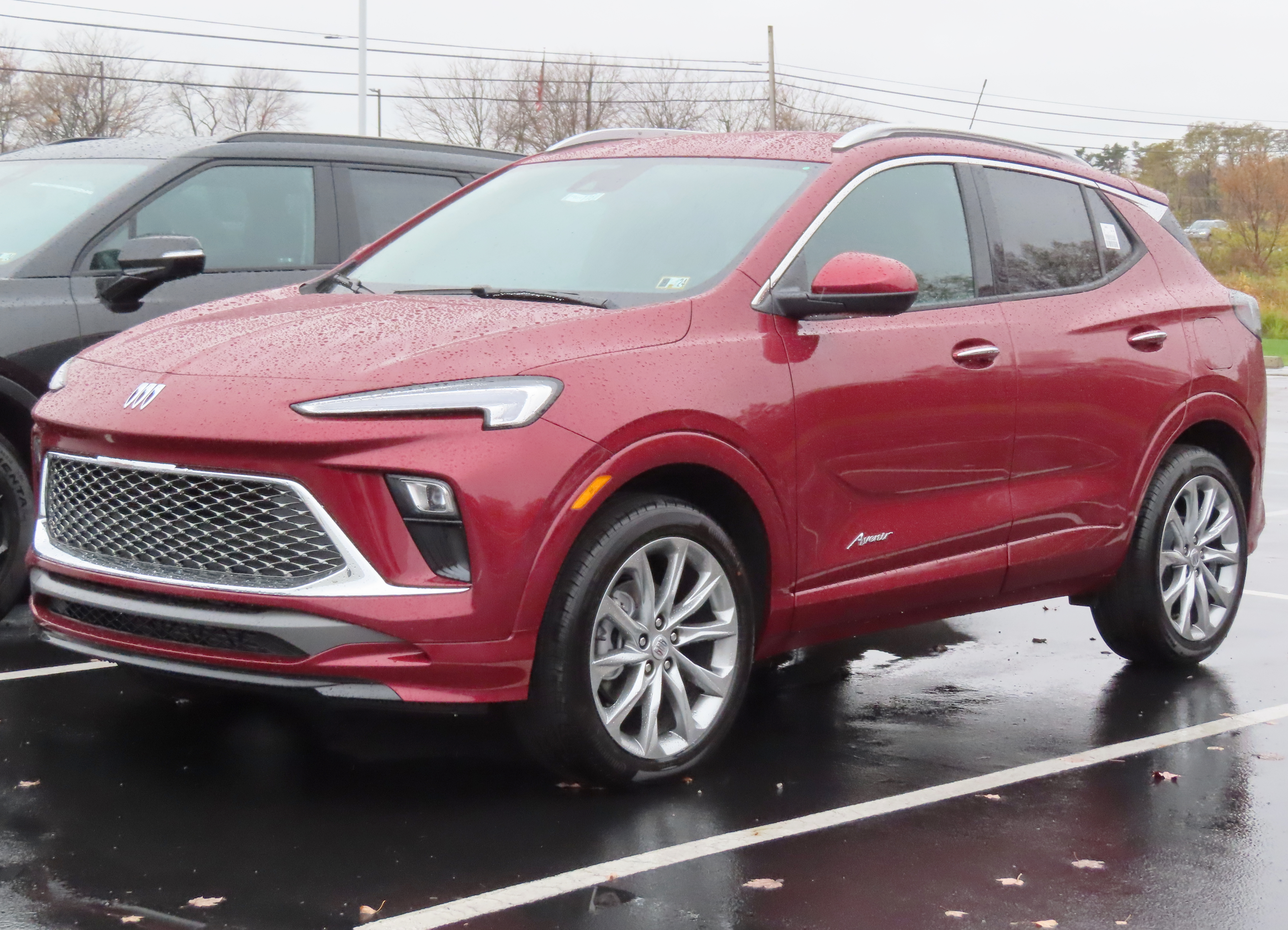
Вид сзади
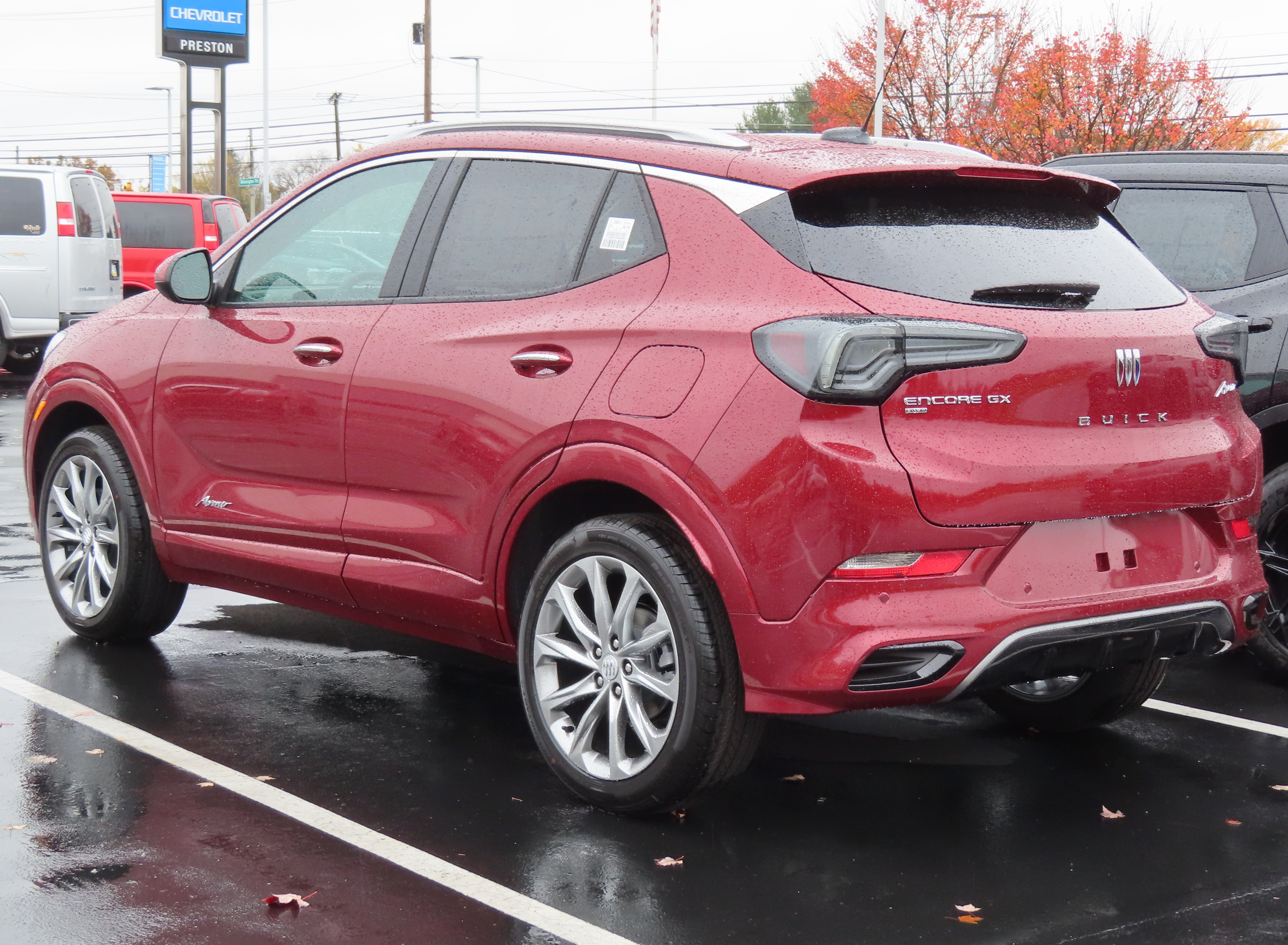
Вид сзади
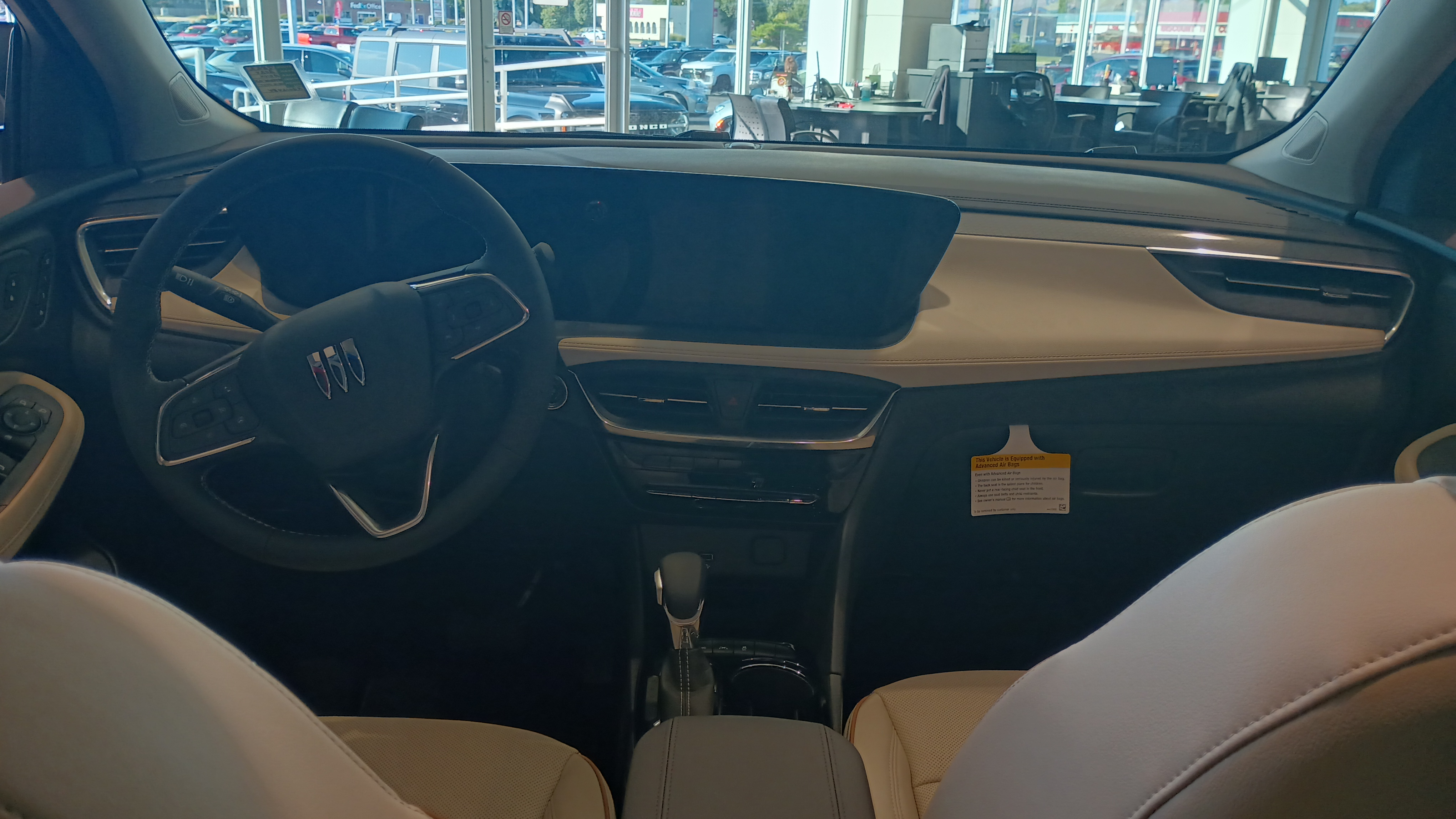
Интерьер

## Китай
В Китае продажи рестайлингового Buick Encore GX начались 18 августа 2023 года. Автомобиль стал называться Encore Plus. В моторную гамму входит 1,5-литровый четырёхцилиндровый двигатель с турбонаддувом. Также имеется специфичная для китайского рынка система «виртуальной кабины», состоящая из двух 10,5-дюймовых панелей дисплея, без каких-либо физических ручек и кнопок. Обивка салона коричневая.

## Двигатели
| Тип        | Код двигателя | Объём                             | Мощность                             | Крутящий момент                | Трансмиссия  | Компоновка | Годы производства              |
| ---------- | ------------- | --------------------------------- | ------------------------------------ | ------------------------------ | ------------ | ---------- | ------------------------------ |
| Бензиновый | LIH           | 1,2 л (1193 см3) I3 (турбонаддув) | 102 кВт (137 л. с.) при 5,000 об/мин | 220 Н·м при 2,500 об/мин       | CVT          | FWD        | 2020 — настоящее время         |
| Бензиновый | L3T           | 1,3 л (1338 см3) I3 (турбонаддув) | 116 кВт (155 л. с.) при 5,600 об/мин | 236 Н·м при 1,600 об/мин       | CVT          | FWD        | 2020 — настоящее время         |
| Бензиновый | L3T           | 1,3 л (1338 см3) I3 (турбонаддув) | 116 кВт (155 л. с.) при 5,600 об/мин | 236 Н·м при 1,600 об/мин       | 9-скор. АКПП | AWD        | 2020 — настоящее время         |
| Бензиновый | L3T           | 1,3 л (1338 см3) I3 (турбонаддув) | 121 кВт (162 л. с.) при 5,600 об/мин | 240 Н·м при 1,500—4,000 об/мин | CVT          | FWD        | 2020 — настоящее время (Китай) |
| Бензиновый | L3T           | 1,3 л (1338 см3) I3 (турбонаддув) | 121 кВт (162 л. с.) при 5,600 об/мин | 240 Н·м при 1,500—4,000 об/мин | 9-скор. АКПП | AWD        | 2020 — настоящее время (Китай) |

## Награды
Согласно новостному журналу U.S. News & World Report, Buick Encore GX занимает пятое место в списке лучших малолитражных внедорожников 2022 года. Оценка — 8,1 балла из 10.

## Продажи
| Год  | США    | Китай  |
| ---- | ------ | ------ |
| 2020 | 44,841 | 17,582 |
| 2021 | 71,247 | 4,677  |
| 2022 | 33,348 | 9,268  |
| 2023 | 64,149 |        |